# Copa da Turquia de Voleibol Masculino
A Copa da Turquia de Voleibol Masculino é uma competição anual entre clubes de voleibol masculino da Turquia. É organizado pela FTV e para a Supercopa Turca.